# María Antonia Martínez
María Antonia Martínez García (Molina de Segura, 18 de mayo de 1953) es una política socialista española. Fue la primera presidenta de una comunidad autónoma en España, como presidenta de la Región de Murcia en dos períodos, uno de forma interina en 1984, y otro, desde 1993 a 1995. Hasta día de hoy ha sido la única presidenta de la Región de Murcia.

## Biografía
Licenciada en Derecho, comenzó su carrera profesional como abogada laboralista en la asesoría jurídica de UGT en Molina de Segura, Lorquí y Ceutí. Obtuvo por oposición el puesto de letrada de la Diputación Provincial. Posteriormente pasó, también como asesora jurídica, a desempeñar su labor en la Consejería de Sanidad. Fue letrada de los Servicios Jurídicos de la comunidad autónoma de la Región de Murcia. En la actualidad, jubilada.
Está separada y tiene dos hijos.

## Trayectoria política

### 1982-1995
El 8 de julio de 1982 al constituirse el Consejo Regional de Murcia (ente preautonómico derivado de la aprobación del Estatuto de Autonomía) es nombrada Secretaria General de la Consejería de Economía y Hacienda, a las órdenes de Manuel Martínez García de Otazo, nombrado por Andrés Hernández Ros, primer Consejero de Economía y Hacienda de la comunidad autónoma murciana. El 20 de junio de 1983, fue nombrada Vicepresidenta y Consejera de Relaciones Autonómicas del primer Consejo de Gobierno de la Región de Murcia tras las primeras Elecciones Autonómicas.
Tras la dimisión forzada de Andrés Hernández Ros como Presidente de la comunidad autónoma, ocupó interinamente la Presidencia durante el mes de marzo de 1984. 
En 1990 pasa a formar parte de la Ejecutiva Regional del PSRM-PSOE y en 1991 del Comité Federal del PSOE. En las elecciones autonómicas de 1991 fue elegida Diputada en la Asamblea Regional de Murcia por el PSRM-PSOE, desempeñando la vicepresidencia primera de la Asamblea.

### Presidenta del Consejo de Gobierno
Tras la dimisión en abril de 1993 del Presidente Carlos Collado por el denominado escándalo Casa Grande, relacionado con la compra de terrenos en 1989 para cederlos a la multinacional General Electric del cual quedó años más tarde libre de toda culpa, la ejecutiva regional del PSOE la nominó por aclamación como su candidata, por lo cual volvió a ocupar la Presidencia de la Región de Murcia. En esta segunda ocasión fue elegida para el cargo por la Asamblea Regional. Ya como Presidenta de Murcia tuvo que hacer frente a grandes retos, pues la región vivía una grave crisis económica y social con altos índices de paro y de desindustrialización, bajo su gobierno se tomaron diversas medidas, la primera de ellas fue la reducción del gasto en el presupuesto del año 1993, se logró firmar con los sindicatos y con el apoyo de todas las fuerzas políticas y sociales de la región de un plan de reactivación económica para toda la Comunidad, así como el plan especial de Cartagena de incentivos fiscales y de inversiones. Para las elecciones autonómicas de 1995 su partido la designó candidata a la reelección para la Presidencia de Murcia, en un ambiente de fin de ciclo político y tras dos años al frente del ejecutivo regional su candidatura obtuvo un pésimo resultado, llegando a su fin la hegemonía del PSRM-PSOE en la Región de Murcia.

### 1995-2007
Tras el resultado electoral de las elecciones autonómicas del año 1995 en el que PSRM-PSOE pierde el gobierno Regional, María Antonia Martínez ocupa la Secretaría General de los Socialistas Murcianos y lidera la oposición al Gobierno del Popular Ramón Luis Valcárcel hasta el año 1999, en el cual su partido volvería a perder las elecciones ya siendo candidato el socialista Ramón Ortíz. En el mes de julio de 1995 es nombrada entonces senadora por la Asamblea Regional de Murcia, cargo para el que es sucesivamente reelegida en 1999 y 2003. En el seno del Grupo Parlamentario Socialista ha desempeñado diversos cargos, tanto en las diversas Comisiones y Diputación Permanente, como en el mismo Grupo, del que ha sido Portavoz Adjunta y Secretaria General. Cesó en el cargo en julio de 2007, fecha en la que se incorporó a su puesto de trabajo como letrada de los servicios jurídicos de la comunidad autónoma de la Región de Murcia.
En mayo del 2008 fue designada por el Parlamento Autonómico de la Región de Murcia como Consejera de la entidad financiera Cajamurcia.